# 华凤街道
华凤街道，是中华人民共和国四川省南充市顺庆区下辖的一个乡镇级行政单位。

## 行政区划
华凤街道下辖以下地区：
白土坝社区、杜家嘴社区、潆华路社区、滑滩河村、何家观村、照壁沟村、胡家沟村、王家沟村、江家山村、磨响滩村和张关垭村。